# ميخائيل هيرب
ميخائيل هيرب (بالإنجليزية: Michael Herb)‏ هو عالم سياسة أمريكي، ولد في 7 أكتوبر 1966.